# عشق پنهانی (مجموعه تلویزیونی کره جنوبی)
عشق پنهانی (انگلیسی: Secret Love؛‏ کره‌ای: 비밀) یک مجموعه تلویزیونی محصول کره جنوبی سال ۲۰۱۳ با بازی جی سونگ، هوانگ جونگ اوم، به سو بین و لی دا هی است. این مجموعه از ۲۵ سپتامبر تا ۱۴ نوامبر ۲۰۱۳، روزهای چهارشنبه و پنجشنبه ساعت ۲۱:۵۵ (کی‌اس‌تی) از کی‌بی‌اس۲ برای ۱۶ قسمت پخش شد.

## بازیگران

### اصلی
- هوانگ جونگ اوم در نقش کانگ یو جونگ
- جی سونگ در نقش جو مین هیوک[۶]
- به سو بین در نقش آن دو هون
- لی دا هی در نقش شین سه یون[۷]